# Vương Tử Dị
Vương Tử Dị ( tiếng Hán :王子异; sinh ngày 13 tháng 7 năm 1996), còn được gọi là BOOGIE , là một rapper, vũ công và ca sĩ người Trung Quốc. Anh là thành viên của nhóm nhạc nam C-pop BBT và là cựu thành viên của nhóm nhạc nam Trung Quốc Nine Percent. Anh ấy được biết đến khi tham gia với tư cách là thực tập sinh của Simply Joy Music trong chương trình sống còn dành cho thần tượng Idol Producer, nơi anh ấy đứng ở vị trí thứ 7 chung cuộc và do đó trở thành thành viên của Nine Percent. Nhóm đã đạt được thành công vang dội ở Trung Quốc và được lên kế hoạch quảng bá trong 18 tháng. Sau khi nhóm chính thức tan rã vào ngày 6 tháng 10 năm 2019 và tổ chức buổi hòa nhạc chia tay cuối cùng vào ngày 12 tháng 10 năm 2019 tại Quảng Châu, Tử Dị tiếp tục sự nghiệp của mình với tư cách là một nghệ sĩ solo.

## Sự nghiệp

### 2017: Trước khi tham gia Idol Producer
Tử Dị ra mắt với tư cách là thành viên của nhóm nhạc nam BBT vào ngày 17 tháng 6 năm 2017, trước khi tham gia Idol Producer. Anh ấy vẫn là thành viên của BBT cho đến thời gian gần đây, mặc dù hiện nay chủ yếu hoạt động với tư cách nghệ sĩ solo.

### 2018-2019: Ra mắt với Nine Percent và tan rã
Tử Dị cùng với các thành viên của BBT và các thực tập sinh khác từ Simply Joy Music, đã đại diện cho công ty trong chương trình thực tế sống còn mới của iQiyi tại Trung Quốc, Idol Producer. Các thực tập sinh nằm trong Top 9 trong tập cuối cùng sẽ ra mắt với tư cách là một phần của nhóm nhạc nam Trung Quốc tạm thời Nine Percent. Nhóm đã được thiết lập để quảng bá trong 18 tháng trước khi tan rã. Wang cuối cùng đã đứng thứ 7 trong tập cuối cùng của nó và do đó đã ra mắt với tư cách là thành viên của Nine Percent.
Sau khi ra mắt với Nine Percent, Tử Dị đã tham gia chương trình thi nhảy Shake It Up của Trung Quốc cùng với những người nổi tiếng khác. 
Nine Percent đã phát hành hai album phòng thu, "To the Nines" và "More Than Forever (限定的记忆)", trước khi tan rã vào ngày 6 tháng 10 năm 2019. Vào ngày 12 tháng 10 năm 2019, Nine Percent tổ chức buổi hòa nhạc chia tay cuối cùng của họ tại Quảng Châu, Trung Quốc.

### 2018-nay: Ra mắt với tư cách nghệ sĩ solo
Vào ngày 13 tháng 7 năm 2018, Wang ra mắt với tư cách nghệ sĩ solo với nghệ danh BOOGIE, phát hành đĩa đơn đầu tiên, "AMH", đứng thứ 11 trong bảng xếp hạng Billboard ở Trung Quốc. Tử Dị sau đó đã phát hành đĩa đơn thứ hai mang tên "6AM" vào ngày 19 tháng 12 năm 2018.
Vào ngày 31 tháng 5 năm 2021, Tử Dị được tiết lộ là đã thua trong vụ kiện chống lại công ty của mình, Simply Joy Music. Vụ kiện được đệ trình với lý do hãng của anh ấy đã vi phạm các điều khoản hợp đồng khác nhau. Tuy nhiên, nỗ lực chấm dứt hợp đồng của anh ấy đã bị Tòa án quận Triều Dương Bắc Kinh phán quyết là không hợp lệ. 
Kể từ đó, Vương Tử Dị đã tiết lộ ý định kháng cáo quyết định này tại một tòa án riêng. 